# 2448 Sholokhov
2448 Sholokhov (1975 BU) là một tiểu hành tinh vành đai chính được phát hiện ngày 18 tháng 1 năm 1975 bởi L. Chernykh ở Nauchnyj.